# Rem als Jocs Olímpics d'estiu de 1960
Als Jocs Olímpics d'Estiu de 1960 celebrats a la ciutat de Roma (Itàlia) es disputaren set proves de rem, totes elles en categoria masculina. La competició tingué lloc entre els dies 30 d'agost i el 3 de setembre de 1960 al Llac Albano, prop de Castel Gandolfo.
Hi participaren un total de 409 remers de 33 comitès nacionals diferents.

## Resum de medalles
| Prova                        | Or | Argent | Bronze |
| Scull individual Detalls     | Vyacheslav Ivanov | Achim Hill | Teodor Kocerka |
| Doble Scull Detalls          | TxecoslovàquiaVáclav Kozák · Pavel Schmidt | Unió SovièticaAleksandr Berkutov · Yuri Tyukalov | SuïssaErnst Hürlimann · Rolf Larcher |
| Dos sense timoner Detalls    | Unió SovièticaValentin Boreyko · Oleg Golovanov | ÀustriaAlfred Sageder · Josef Kloimstein | FinlàndiaVeli Lehtelä · Toimi Pitkänen |
| Dos amb timoner Detalls      | AlemanyaBernhard Knubel · Karl Renneberg · Klaus Zerta | Unió SovièticaAntanas Bagdonavičius · Zigmas Jukna · Igor Rudakov                                                                                   | Estats UnitsRichard Draeger · Conn Findlay · Henry Mitchell                                                                                                |
| Quatre sense timoner Detalls | Estats UnitsArthur Ayrault · Ted Nash · John Sayre · Rusty Wailes                                                                                                 | ItàliaTullio Baraglia · Renato Bosatta · Giancarlo Crosta · Giuseppe Galante                                                                        | Unió SovièticaIgor Akhremchik · Yuri Bachurov · Valentin Morkovkin · Anatoly Tarabrin                                                                      |
| Quatre amb timoner Detalls   | AlemanyaGerd Cintl · Horst Effertz · Klaus Riekemann · Jürgen Litz · Michael Obst                                                                                 | FrançaRobert Dumontois · Claude Martin · Jacques Morel · Guy Nosbaum · Jean Klein                                                                   | ItàliaFulvio Balatti · Romano Sgheiz · Franco Trincavelli · Giovanni Zucchi · Ivo Stefanoni                                                                |
| Vuit amb timoner Detalls     | AlemanyaManfred Rulffs · Walter Schröder · Frank Schepke · Kraft Schepke · Karl-Heinrich von Groddeck · Karl-Heinz Hopp · Klaus Bittner · Hans Lenk · Willi Padge | CanadàDonald Arnold · Walter D'Hondt · Nelson Kuhn · John Lecky · Lorne Loomer · Archibald MacKinnon · William McKerlich · Glen Mervyn · Sohen Biln | TxecoslovàquiaBohumil Janoušek · Jan Jindra · Jiří Lundák · Stanislav Lusk · Václav Pavkovič · Luděk Pojezný · Jan Švéda · Josef Věntus · Miroslav Koníček |

## Medaller
| Posició | País           | Or | Argent | Bronze | Total |
| 1       | Alemanya       | 3  | 1      | 0      | 4     |
| 2       | Unió Soviètica | 2  | 2      | 1      | 5     |
| 3       | Estats Units   | 1  | 0      | 1      | 2     |
| 3       | Txecoslovàquia | 1  | 0      | 1      | 2     |
| 5       | Itàlia         | 0  | 1      | 1      | 2     |
| 6       | Àustria        | 0  | 1      | 0      | 1     |
| 6       | Canadà         | 0  | 1      | 0      | 1     |
| 6       | França         | 0  | 1      | 0      | 1     |
| 9       | Finlàndia      | 0  | 0      | 1      | 1     |
| 9       | Polònia        | 0  | 0      | 1      | 1     |
| 9       | Suïssa         | 0  | 0      | 1      | 1     |